# Zabou Breitman

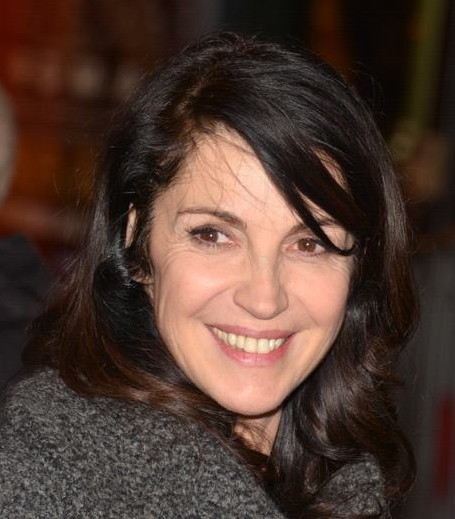
Zabou Breitman, 2015

Zabou Breitman (* 30. Oktober 1959 in Paris, eigentlich Isabelle Breitman) ist eine französische Schauspielerin und Regisseurin.

## Leben
Zabou Breitman ist die Tochter des Schauspielers und Drehbuchautors Jean-Claude Deret (Claude Breitman) und der Schauspielerin Céline Léger. Nach dem Baccalauréat studierte sie Griechisch und Englisch und besuchte parallel dazu die Cours Simon in Paris. Seit 1981 arbeitet sie als Schauspielerin für Kino- und Fernsehfilme ebenso wie für das Theater. Sie ist geschieden und hat zwei Kinder.
Für ihre Rollen in den Filmen Billy-Ze-Kick und Die Krise war sie 1986 und 1993 jeweils für den César in der Kategorie Beste Nachwuchsdarstellerin nominiert. Nominierungen als Beste Hauptdarstellerin für den Theaterpreis Molière erhielt sie 1992 für Cuisine et dépendances, 1998 für Skylight und 2009 für Des gens.
Hauptrollen spielte sie in dem Film Un monde presque paisible, der 2002 bei den Internationalen Filmfestspielen von Venedig gezeigt wurde, und in L’Exercice de l’État, der 2011 bei den Internationalen Filmfestspielen von Cannes in der Reihe „Un Certain Regard“ zu sehen war.
Im Jahr 2001 führte sie erstmals Regie: Ihr Film Claire – Se souvenir des belles choses wurde 2003 mit drei Césars ausgezeichnet, unter anderem in der Kategorie Bestes Erstlingswerk, und erhielt einen Preis beim Festival du film de Sarlat. 2004 wurde sie für L’Hiver sous la table mit dem Molière in der Kategorie Beste Regie ausgezeichnet. Der Film Der Mann meines Lebens, bei dem sie ebenfalls Regie führte, wurde 2006 auf dem Festival du Film Français d’Helvétie gezeigt.

## Filmografie (Auswahl)
Als Darstellerin

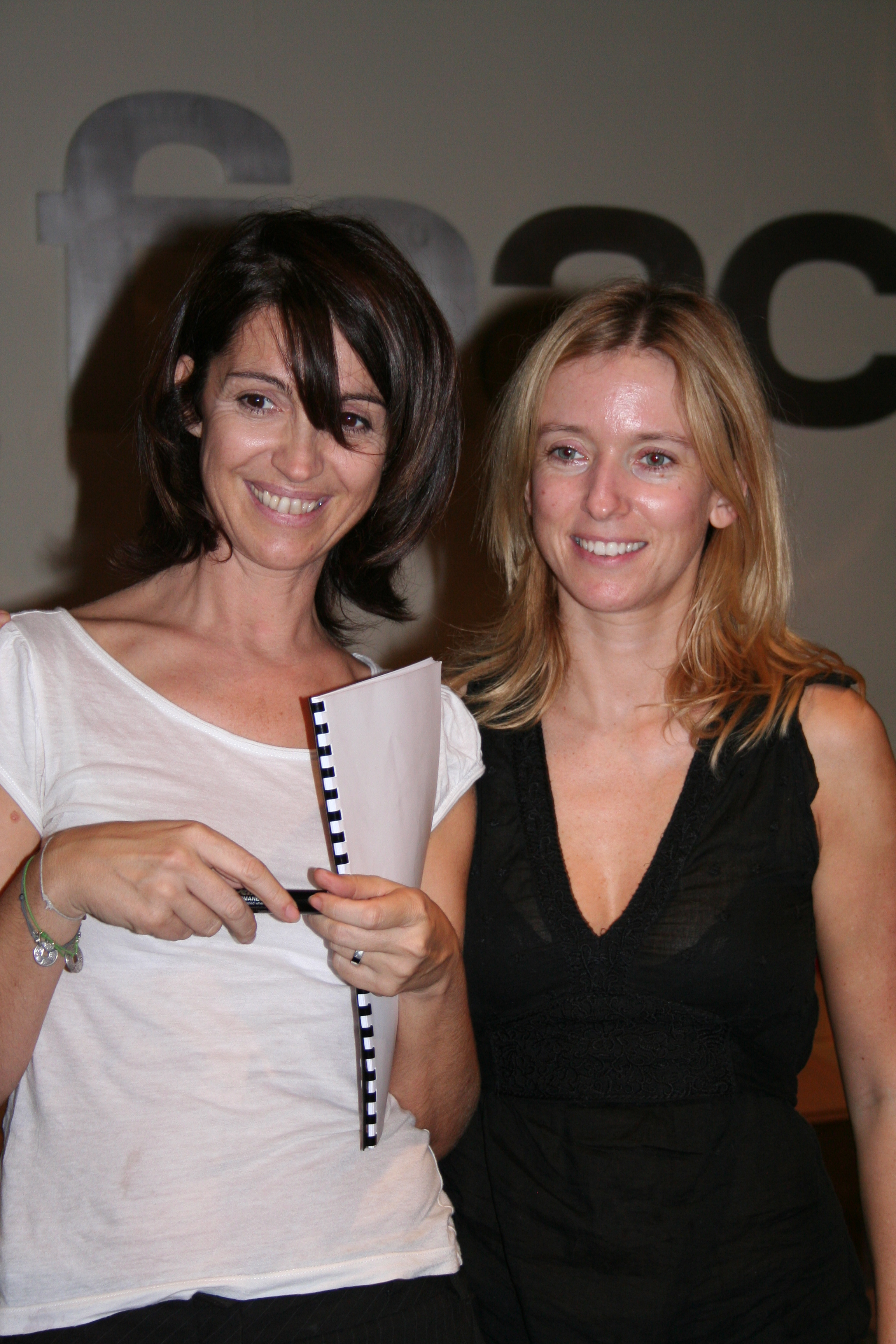
Zabou Breitman (links) mit ihrer Schauspielkollegin Léa Drucker in Paris, 2006

- 1981: Elle voit des nains partout – Regie: Jean-Claude Sussfeld
- 1982: La Boum 2 – Die Fete geht weiter – Regie: Claude Pinoteau
- 1983: Ticket ins Chaos (Banzaï) – Regie: Claude Zidi
- 1984: Gwendoline – Regie: Just Jaeckin
- 1985: Eine Frau zum Verlieben (Une femme ou deux) – Regie: Daniel Vigne
- 1985: Billy Ze Kick – Regie: Gérard Mordillat
- 1985: Suivez mon regard – Regie: Jean Curtelin
- 1986: Ein Vermögen in Rosarot (Le diamant de Salisbury)
- 1986: Känguruh Komplex – Der Mann mit dem Babytick (Le complexe du kangourou) – Regie: Pierre Jolivet
- 1986: États d'âme – Regie: Jacques Fansten
- 1986: Heißes Geld (Le beauf) – Regie: Yves Amoureux
- 1987: Zwei halbe Helden (Fucking Fernand) – Regie: Gérard Mordillat
- 1989: George Dandin – Regie: Roger Planchon
- 1988: La travestie – Regie: Yves Boisset
- 1989: Vater werden ist doch schwer (Les cigognes n'en font qu'à leur tête) – Regie: Didier Kaminka
- 1989: Ein Sommer an der See (La Baule-Les Pins) – Regie: Diane Kurys
- 1989: Ein Erbe kommt selten allein (Moitié-moitié) – Regie: Paul Boujenah
- 1989: Der Gorilla und das Diamantenfieber (Le gorille chez les Mandinguez)
- 1990: Bettkarriere (Promotion canapé) – Regie: Didier Kaminka
- 1990: Les secrets professionnels du Dr. Apfelglück
- 1990: Une époque formidable – Regie: Gérard Jugnot
- 1990: Toujours seuls – Regie: Gérard Mordillat
- 1991: Blanval – Regie: Michel Mees
- 1991: Mayrig – Die Straße zum Paradies (588, rue Paradis) – Regie: Henri Verneuil
- 1992: Die Krise (La crise) – Regie: Coline Serreau
- 1992: Cuisine et dépendances – Regie: Philippe Muyl
- 1996: L'homme idéal – Regie: Xavier Gélin
- 1996: Tenue correcte exigée – Regie: Philippe Lioret
- 1997: Ça reste entre nous – Regie: Martin Lamotte
- 1998: Le Double de ma moitié – Regie: Yves Amoureux
- 1998: Alles für die Firma (Ma petite entreprise) – Regie: Pierre Jolivet
- 1998: Eine andere Welt (Du bleu jusqu'en Amérique) – Regie: Sarah Lévy
- 2000: Die Spur meiner Tochter (L’inconnue du val perdu)
- 2001: Claire – Se souvenir des belles choses (Se souvenir des belles choses)
- 2002: Un monde presque paisible – Regie: Michel Deville
- 2004: Die wunderbare Welt des Gustave Klopp (Narco) – Regie: Tristan Arouet und Gilles Lellouche
- 2004: Das Parfum der Dame in Schwarz (Le parfum de la dame en noir) – Regie: Bruno Podalydès
- 2008: Crossfire (Les insoumis/La main courante) – Regie: Claude-Michel Rome
- 2008: C’est la vie – So sind wir, so ist das Leben (Le premier jour du reste de ta vie) – Regie: Rémi Bezançon
- 2011: Der Aufsteiger (L’exercice de l'État) – Regie: Pierre Schoeller
- 2012: Ein Mordsteam (De l’autre côté du périph) – Regie: David Charhon
- 2012: Teile von mir (Des morceaux de moi) - Regie:  Nolwenn Lemesle
- 2015: Nur wir drei gemeinsam (Nous trois ou rien) – Regie: Kheiron
- 2015: Unter Freunden (Entre amis)
- 2016: Baden Baden – Glück aus dem Baumarkt (Baden Baden) – Regie: Rachel Lang
- 2016: Zum Verwechseln ähnlich (Il a déjà tes yeux) – Regie: Lucien Jean-Baptiste
- 2017: Die Poesie der Liebe (Monsieur et Madame Adelman) – Regie: Nicolas Bedos
- 2023: Ma langue au chat – Regie: Cécile Telerman
- 2024: 14 jours pour aller mieux – Regie: Edouard Pluvieux
- 2024: The New Look (Fernsehserie)

Als Regisseurin
- 2001: Claire – Se souvenir des belles choses (Se souvenir des belles choses)
- 2006: Der Mann meines Lebens (L'homme de sa vie)
- 2008: Ich habe sie geliebt (Je l’aimais)
- 2010: No und ich (No et moi)
- 2019: Die Schwalben von Kabul (Les Hirondelles de Kaboul) zusammen mit Éléa Gobbé-Mévellec[3]